# Bodianus sanguineus
Bodianus sanguineus är en fiskart som först beskrevs av Jordan och Evermann, 1903.  Bodianus sanguineus ingår i släktet Bodianus och familjen läppfiskar. IUCN kategoriserar arten globalt som livskraftig. Inga underarter finns listade.

## Bildgalleri

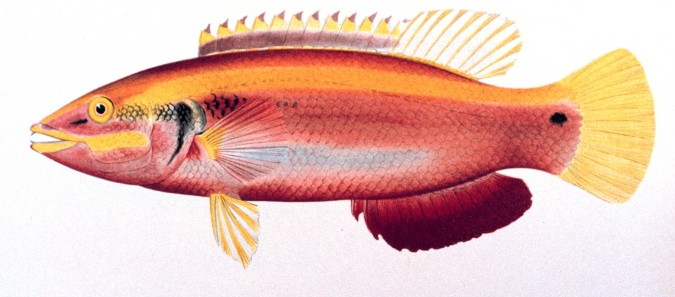